# Regina Llopis Rivas
Regina Llopis Rivas (Cumaná, Veneçuela, 1950) és una especialista en intel·ligència artificial en els camps de l'energia, la sanitat i les finances, presidenta del Grupo AIA, professora a diverses universitats i propietària de la patent HELM/FLOW.

## Biografia
Llopis va néixer a Cumaná, Veneçuela, és doctora en Matemàtiques Aplicades a la Intel·ligència Artificial per la Universitat de Califòrnia a Berkeley i Llicenciada en Matemàtiques amb alts honors per la Universitat de Maryland.
Va comptar amb el suport i l'ensenyament del seu pare perquè, tant ella com les seves quatre germanes, fossin dones allunyades de la idea de ser menys que qualsevol home, i les animava dient-los "No us poseu límits, tot és possible". Així, a més de Regina, totes elles són dones rellevants en els seus respectius camps: Ana María és presidenta de la cadena de supermercats DIA i empresària fundadora d'Idees4All, Jimena és sòcia directora de Musarión, Elvira és cofundadora de l'empresa tèxtil Rose pour les garçons, i Patricia és una alta directiva d'IBM.
Mentre Llopis estudiava a la Universitat de Califòrnia en Berkeley, va conèixer qui seria el seu marit, el físic Antoni Trias Bonet.

## Trajectòria professional
Va estar 10 anys al Departament de Matemàtiques i Ciències de la Computació a la Universitat Simón Bolivar de Caracas, exercint de professora associada. En 1988 va ser fundadora i CEO d'Aplicacions en Informàtica Avançada SL.
A l'empresa Music Intelligence Solutions, on es va crear l'eina Polyphonic HMI de millora d'experiència per predir èxits musicals, que va funcionar en els casos de Norah Jones, Anastacia o Maroon 5.
Ha treballat com a professora a diverses universitats, com la Universitat Autònoma de Madrid, la Universitat Catòlica de Xile, la Universitat de Barcelona, així com a l'IESE Business School de Barcelona.
Ha desenvolupat eines per al sector financer per detectar prematurament el blanqueig de diners en transaccions.
El juny de 2009, dins de l'empresa del grup AIA, va obtenir la patent del seu sistema d'i metodologia de gestió de les xarxes de transmissió i distribució elèctriques, Holomorphic Embedding Lloeu-flow Method (HELM), que solucionava el problema de les apagades elèctriques, reduint el temps de resposta abans aquests i aconseguint l'estalvi de costos en la distribució d'energia elèctrica. Aquesta eina va ser usada en l'empresa Pacific Gas & Electric Company i en la Comissió Federal d'Electricitat a Mèxic.

## Premis
- 1972: Premi especial acadèmic del Departament de Matemàtiques de la Universitat de Maryland, Estats Units.[2]
- 2004: Premi Juan Bufí, novembre 2004. Atorgat per la Fundació Bufí i Planas.
- 2015: IWEC AWARD (IWEC – International Entrepreneurial Challenge Foundation, creada per la Cambra de Comerç de Barcelona, la Cambra de Comerç de Manhatan i la FICCI/FLO (Federation of Indian Chambers of Commerce and Industry Ladies Organization).
- 2017: Premi Ada Byron a la Dona Tecnòloga, de la Facultat d'Enginyeria d'Enllaços externs de la Universitat de Deusto.[6]
- 2019: Premi Lideratge Dona Empresària, atorgat per la Federació Espanyola de Dones Directives, Executives, Professionals i Empresàries (FEDEPE).[7]